# デヴィッド・ドルフィン
デヴィッド・ドルフィン（David H. Dolphin, 1940年1月15日 - ）は、カナダの生化学者である。
国際的にはポルフィリンの化学や生化学の専門家として認識されている。滲出型黄斑変性症などの症状に関連する眼の異常な血管を除去するためにレーザー治療とともに利用されるビスダインを開発した。
ロンドンで生まれ、ノッティンガム大学で1962年に学士号、1965年に博士号を取得した。その後、ポスドクフェローとして、ハーバード大学のロバート・バーンズ・ウッドワードの下で研究を行い、1966年にハーバード大学の助教授となった。1974年にブリティッシュコロンビア大学に移り、教授となった。1988年から1989年まで、副理学部長を務めた。1999年から2000年までは副学長を務めた。
彼は、カナダ王立協会フェロー、王立協会フェロー、またカナダ化学会及び王立化学会のフェローである。2005年にヘルツバーグメダルを受賞し、2006年にカナダ勲章、2012年にエリザベス2世女王在位60周年記章を受章した。